# Joaquín Climent
Joaquín Climent Asensio noto come Joaquín Climent (Requena, 7 settembre 1958) è un attore spagnolo.

## Biografia
Fratello del pilota di rally, Luis Climent, tutta la sua famiglia è originaria di Requena, nella Comunità Valenzana. Per un breve periodo di tempo studiò all'Università di Valencia, ma lasciò perché convinto che la sua vocazione fosse essere un attore. A partire dagli anni 80 cominciò a lavirare con grandi registi spagnoli come Miguel Garros. Da questo momento in poi comincia il successo fino alla famosissima serie spagnola Fisica o chimica nella quale aveva il ruolo di Adolfo, responsabile didattico.

## Filmografia parziale

### Cinema
- Kika - Un corpo in prestito (Kika), regia di Pedro Almodóvar (1993)
- Goya (Goya en Burdeos), regia di Carlos Saura (1999)
- I lunedì al sole (Los lunes al sol), regia di Fernando León de Aranoa (2002)
- Ballata dell'odio e dell'amore (Balada triste de trompeta), regia di Álex de la Iglesia (2010)
- La fortuna della vita (La chispa de la vida), regia di Álex de la Iglesia (2011)
- Box 314 - La rapina di Valencia (Cien años de perdón), regia di Daniel Calparsoro (2016)
- Pelle (Pieles), regia di Eduardo Casanova (2017)
- El bar, regia di Álex de la Iglesia (2017)

### Televisione
- Fisica o chimica – serie TV (2008-2011)
- Sei sorelle (Seis hermanas) – serie TV (2015-2017)
- La promessa (La promesa) – soap opera (dal 2023)

## Doppiatori italiani
Nelle versioni in italiano dei suoi film e delle sue serie TV, Joaquín Climent Asensio è stato doppiato da:
- Oliviero Corbetta in Pelle, El bar
- Ambrogio Colombo in  I lunedì al sole
- Paolo Marchese in Fisica o chimica
- Roberto Fidecaro in Sei sorelle
- Pierluigi Astore in La promessa